# 日向村 (長野県)
日向村（ひなたむら）は、長野県東筑摩郡にあった村。現在の麻績村大字日にあたる。

## 歴史
- 1874年（明治8年）1月20日 - 筑摩県筑摩郡桑関村・高村・桑山村・上井堀村が合併して日向村となる。
- 1876年（明治9年）8月21日 - 長野県の所属となる。
- 1878年（明治11年）1月4日 - 郡区町村編制法の施行により、東筑摩郡の所属となる。
- 1889年（明治22年）4月1日 - 町村制の施行により、日向村が単独で自治体を形成。
- 1956年（昭和31年）9月30日 - 麻績村と合併し、改めて麻績村が発足。同日日向村廃止。